# John Gatenby Bolton
John Gatenby Bolton FRS (5 de junho de 1922 — 6 de julho de 1993) foi um astrônomo britânico radicado na Austrália, um pioneiro no campo de radioastronomia extragaláctica.

### Obituários
- JApA 14 (1993) 115
- PASAu 11 (1994) 86
- PASP 108 (1996) 729
- QJRAS 35 (1994) 225